# Friedrich Karl Forberg

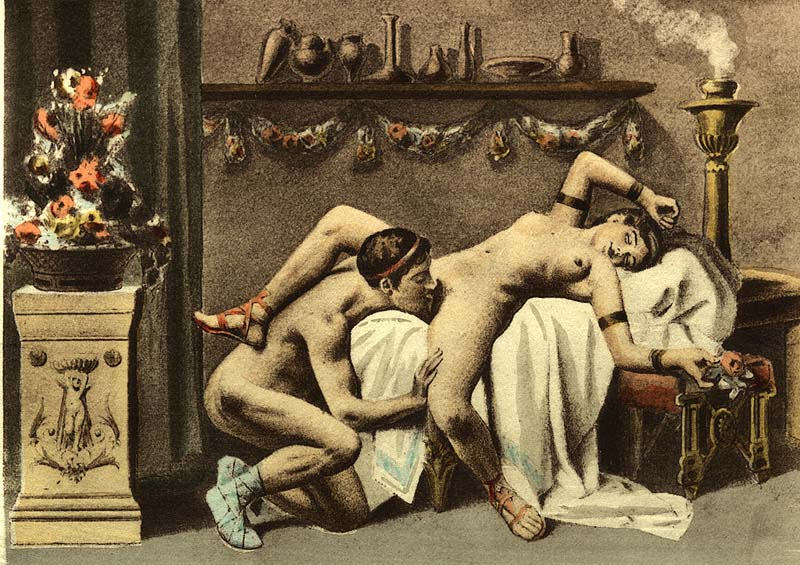
Édouard-Henri Avril: Illustration till De Figuris Veneris.

Friedrich Karl Forberg, 30 augusti 1770 i Meuselwitz, död 1848 i Hildburghausen, var en tysk religionsfilosof, filolog och sexologisk föregångare.
Forberg växte upp ett prästhem. Han var en tidig företrädare för Als-ob-filosofin och så sett ett barn av upplysningstiden. Genom en kontroversiell uppsats i Philosophische Journal (1797) framkallade Forberg tillsammans med Johann Gottlieb Fichte en "ateismstrid" 1799. Anklagelser om att vara ateist försvarade han sig mot i Fr. C. Forbergs Apologie seines angeblichen Atheismus (1799). Forberg framhöll förtjänstfullt Immanuel Kants Als-ob-tankegångar, vilka han själv skärpte och utvecklade i radikal riktning.
För Forberg är religion en praktisk tro och som sådan en förutsättning för ett moraliskt handlande. Denna tro består bara av en önskan om att det goda måtte få överhanden i världen. Guds existens grundar sig för Forberg, i enlighet med Immanuel Kants kritik av Gudsbevisen, vare sig på uppenbarelse eller på teoretisk spekulation. Den antas istället enbart som en Als-ob-existens i moralfilosofins tjänst. Teologi blir likvärdigt med religionsfilosofi.
1824 stod Friedrich Karl Forberg som utgivare av den erotiskt färgade epigramsviten Hermaphroditus av Antonio Beccadelli (kallad Panormita), ett renässansverk författat på latin. För att öka förståelsen satte han samman en kommentatorsdel kallad De Figuris Veneris. Denna handbok, avfattad på latin även den, om klassisk sexologi (eller erotologi) sammanställde och klassificerade textställen från antiken till upplysningstiden, vilka tillsammans på ett realistiskt vis beskrev mångfalden av sexuella förhållningssätt. De Figuris Veneris har senare utgivits separat och är som sådant ett standardverk inom sexologin.
Sin levnad skildrade för övrigt Friedrich Karl Forberg i den anonymt utgivna Lebenslauf eines Verschollenen (1840).

## Verkförteckning
- Briefe über die neueste Philosophie. Ur: Philosophische Journal, 6. Bd., 1. H., (1797), s. 44-88
- Fr. C. Forbergs Apologie seines angeblichen Atheismus (1799)
- Antonii Panormitae Hermaphroditus (Coburg, 1824)
  - Manual of Classical Erotology (De Figuris Veneris) [1824/1884], lat./eng. (Honolulu, 2003)
- Lebenslauf eines Verschollenen (1840)